# Gerta Krabbel
Gerta Marie Julie Krabbel (* 23. März 1881 in Witten; † 10. März 1961 in Aachen) war eine deutsche Historikerin und Schriftstellerin von christlicher Literatur.

## Familie
Gerta Krabbel wuchs in einer streng katholischen Familie auf und war die Tochter des Aachener Mediziners und Sanitätsrates Heinrich Krabbel (1850–1918), Chefarzt der chirurgischen Abteilung des Maria-Hilf Hospitals in Aachen, und der Emile, geborene Greve aus Bochum (1858–1926). Ihr Bruder Max Krabbel folgte unter anderem als Chirurg seinem Vater auf die oben genannte Stelle des Chefarztes und war ein vehementer Vertreter der Eugenik. Ihre jüngere Schwester Emilie (Niny), verheiratete Imdahl (1889–1969), war ebenfalls in Kirchen- und Frauenverbänden organisiert sowie Ehrenmitglied der Internationalen Bruckner-Gesellschaft. Sie war zudem die Mutter des späteren Kunsthistorikers Max Imdahl.

## Leben und Wirken
Gerta Krabbel absolvierte 1909 ihr Abitur auf dem Aachener St. Ursula Gymnasium im Rahmen der „ersten Abiturientia“ für Mädchen in Aachen. Anschließend studierte sie an den Hochschulen in Bonn, Münster (Westfalen) und Freiburg im Breisgau die Fächer Geschichte, Philosophie und Germanistik. In Münster gründete sie den Studentinnenverein „Winifreda“ und trat später dem Katholischen Deutschen Frauenbund (KDF) bei.
Am 6. März 1914 promovierte Gerta Krabbel an der Westfälischen Wilhelms-Universität in Münster im Fach Geschichte. Von 1918 bis 1926 wurde sie als Fachlehrerin an der Sozialen Frauenschule in Aachen übernommen, die vom Katholischen Deutschen Frauenbund ursprünglich in Köln gegründet worden war und aus der sich eine Abteilung in Aachen bildete, die wiederum die Keimzelle für die spätere Katholische Hochschule Nordrhein-Westfalen wurde. Hier traf Greta Krabbel die Frauenrechtlerin Helene Weber wieder, die sie bereits aus gemeinsamen KDF-Zeiten kannte und die bis 1920 die Schule leitete. Durch diese vielfältigen Kontakte und ihr Engagement ergab es sich, dass Krabbel von 1926 bis 1952 zur Bundesvorsitzenden und anschließend zur Ehrenvorsitzenden dieses Vereins gewählt wurde. Krabbel veröffentlichte mehrere Schriften über christliche Themen und bedeutende Frauen der Geschichte und war Schriftleiterin der Monatszeitschrift „Die Christliche Frau“ des KDF. 
Für ihre Verdienste wurde Gerta Krabbel mit dem Orden Pro Ecclesia et Pontifice und mit dem Bundesverdienstkreuz der 1. Klasse ausgezeichnet. Gerta Krabbel fand ihre letzte Ruhestätte im Familiengrab auf dem Aachener Westfriedhof.

## Schriften (Auswahl)
- Paul Skalic : ein Lebensbild aus dem 16. Jahrhundert. Dissertation, Münster: Borgmeyer 1915
- Festgabe für Ludwig Schmitz-Kallenberg zum 10. Juni 1927, zusammen mit Johannes Bauermann, Franz Flaskamp, Bernhard Vollmer; Regensberg, Münster 1927
- Caritas Pirckheimer : Ein Lebensbild, Aschendorff, Münster 1940
- Marienverehrung in deutschen Landen, Christopherus-Verlag, München-Freiburg 1941
- Mutter und Sohn : Aus den Bekenntnissen des heiligen Augustinus, Regensberg, Münster in Westfalen 1946
- Selig sind des Friedens Wächter : Katholische deutsche Frauen aus den letzten 100 Jahren, Regensberg, Münster 1949
- Lioba von Tauberbischofsheim : Frühchristliches Frauenwirken in Deutschland, Regensberg, Münster 1953
- Die heilige Gertrud die Große : Zu ihrem Gedenken 500 Jahre nach ihren Tode, Morus-Verlag, Berlin 1953
- Um Christi willen : Gedanken der Kirchenväter über die Jungfräulichkeit, Regensberg, Münster 1959